# Rhododendron myrtifolium
Espèce
Synonymes
Rhododendron kotschyi
Statut de conservation UICN

 EN B2ab(iii,iv) : En danger
Rhododendron myrtifolium est une espèce de rhododendrons présente dans les montagnes de l'Est de l'Europe.